# Lucas van Leyden

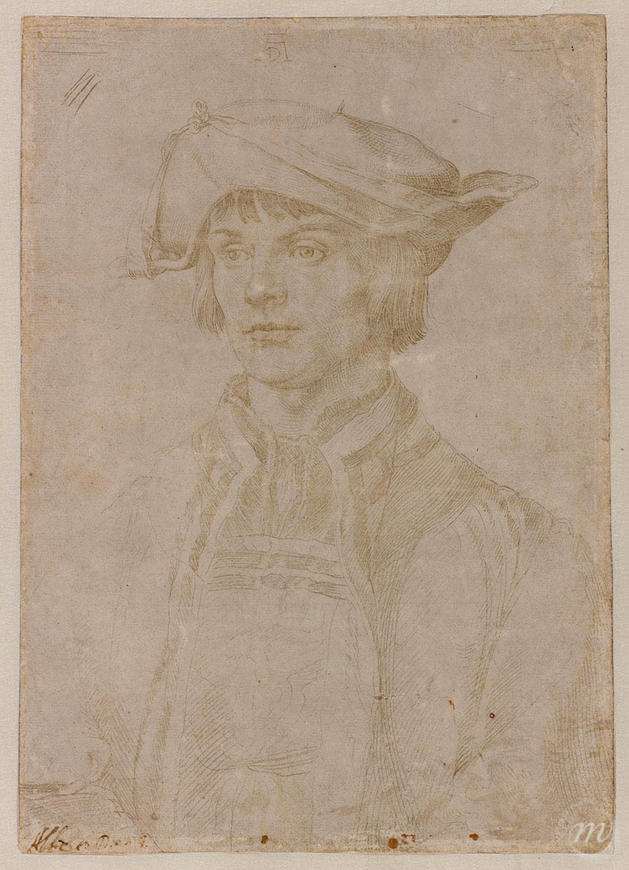
Portret al lui Lucas van Leyden, realizat de Albrecht Dürer în 1521

Lucas van Leyden (n. 1494 la Leiden - d. 8 august 1533), cunoscut și ca Lucas Hugensz sau Lucas Jacobsz, a fost un pictor și gravor neerlandez.
Unul dintre maeștrii săi a fost Cornelis Engebrechtsz.
I-au supraviețuit timpului 17 picturi, iar un număr de 27 de lucrări sunt cunoscute din descrierile lui Karel Van Mander și din còpii realizate după acestea.
Giorgio Vasari l-a considerat un gravor la fel de valoros ca Albrecht Dürer.
1. ↑   https://www.museabrugge.be/collection/work/id/0000_GRO5169_III, accesat în 29 aprilie 2024 Lipsește sau este vid: |title= (ajutor)
2. ↑  RKDartists
3. ↑  IdRef, accesat în 11 mai 2020
4. ↑  CONOR.SI[*] Verificați valoarea |titlelink= (ajutor)